# Szentgyörgymező

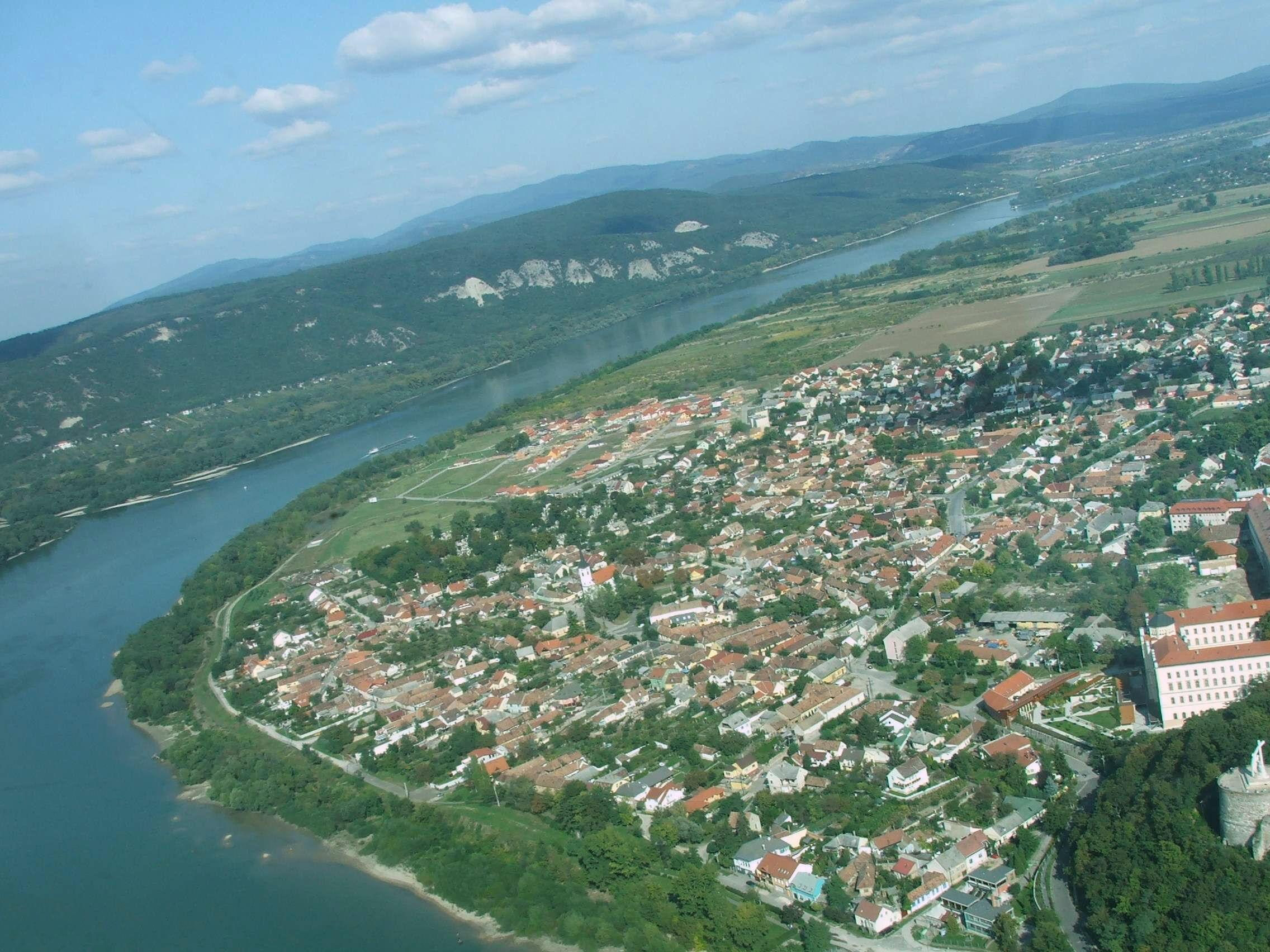
Szentgyörgymező, 2008

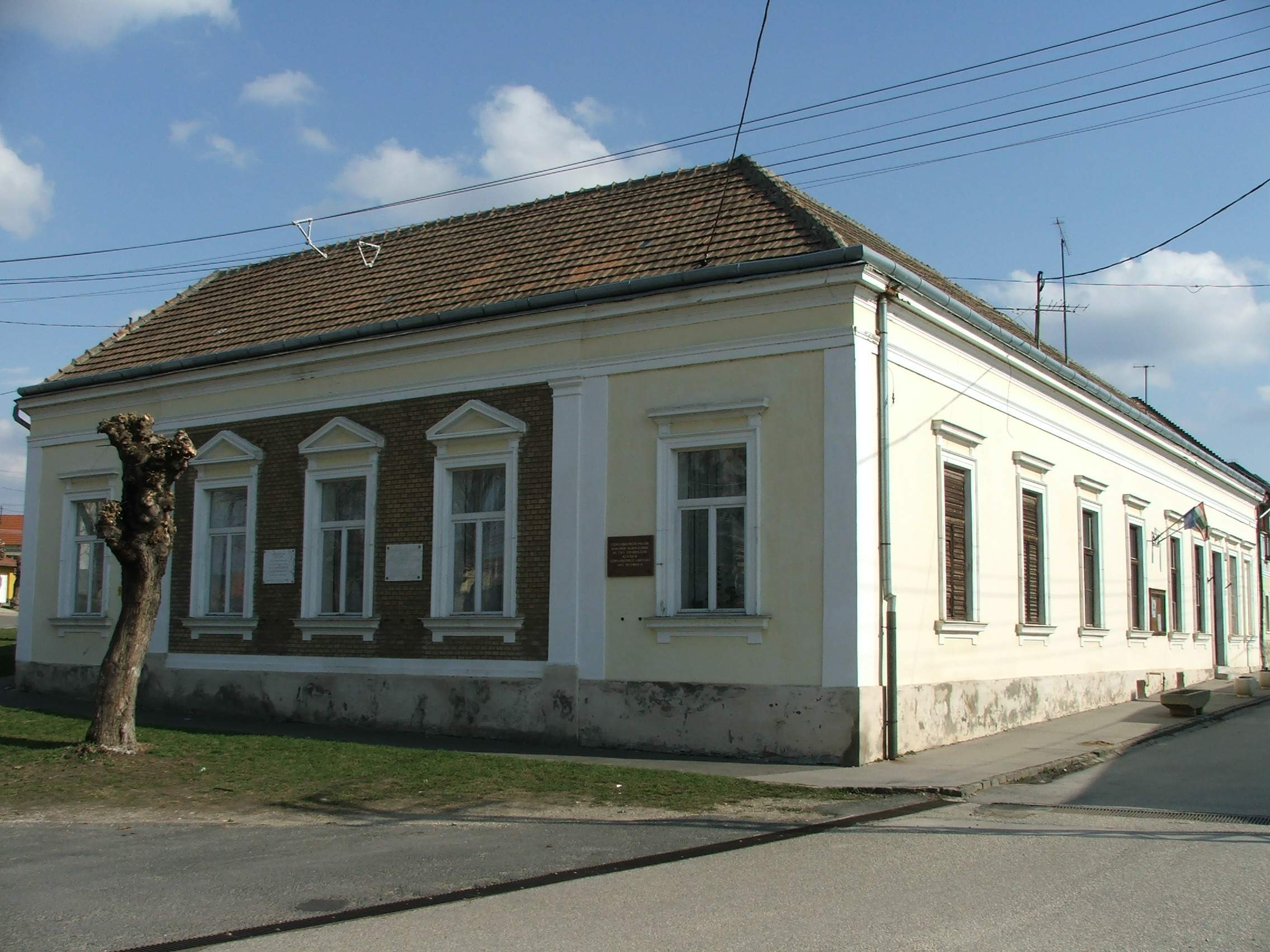
Az Olvasókör épülete

Szentgyörgymező (németül Georgenfeld) Esztergom városrésze; 1895-ig önálló dunaparti mezőváros volt az Esztergomi járásban. Lakói leginkább bortermelők voltak, a 19. század végén mintegy nyolcvan százalékuk élt földművelésből.

## Fekvése
Vízivárostól északra terül el, a Duna partján, a folyó Garamkövesddel szemközti oldalán; belterülete délkelet felé a 11-es főútig terjed. Tőle északra az 1848-49-es szabadságharcban elhunyt 604 honvéd és 175 osztrák katona közös temetője fekszik, melyben Bátori-Schulcz Bódog dandártábornok (†1885) sírja is van.

## Története
A Szent György vértanúról nevezett zöldmezei prépostságot, amely társaskáptalannal volt egybekötve, egyesek Szent István alapításának tartják. Első írásos említése 1230-ból ismert. A tatárjárás és Trencséni Máté hadjáratai elpusztították a prépostságot, de Telegdi Csanád érsek 1337-ben visszaállította. A török uralom alatt a település ismét elpusztult. A Rákóczi-szabadságharc ideje alatt a lakosai szétszóródtak, de a béke helyreállása után visszatértek. Földesuruk az esztergomi érsek volt.
A Szent György-plébániatemplom 1755-ben épült, 1785-ben felújították Draveczky Ferenc esztergomi kanonok áldozatkészségéből. Maga a település az érsek tulajdonát képezte. 1892-ben alapították a Szentgyörgymezői Polgári Olvasókört. Ez máig a városrész kulturális központja, ahol állandó programok, szakkörök, művészeti csoportok működnek.
Először 1854-ben egyesítették Esztergommal, de 1868-ban Esztergom vármegye kezdeményezésére újra önállósodott. Simor János, esztergomi érsek 1885-ben saját költségén új kórházat alapított, ami egyben a Magyar Vöröskereszt kórháza is lett, valamint alapítványt hozott létre egy leány árvaház javára. 1891-ben 325 háza és 2698 magyar lakosa volt.
Másodszor 1895-ben csatolták Esztergomhoz, mint IV. kerületet. Ebbe Szentgyörgymező mezőváros elöljárói csak úgy voltak hajlandó beleegyezni, ha az új város vezetése teljesíti 35 pontból álló feltételeiket, melyek nagy része gazdasági jellegű volt. A településrész máig erősen őrzi falusias jellegét. Az 1980-as években 10-12. századi lakóházak maradványait tárták fel. A 21. század elején a városrész északi végében, a honvéd temető közelében és a Garam torkolatával szemben családi házakból álló lakópark épült.
Itt található a Honvédtemető és az 1835-ben emelt, műemléki Miklósffy temetőkápolna.

## Galéria

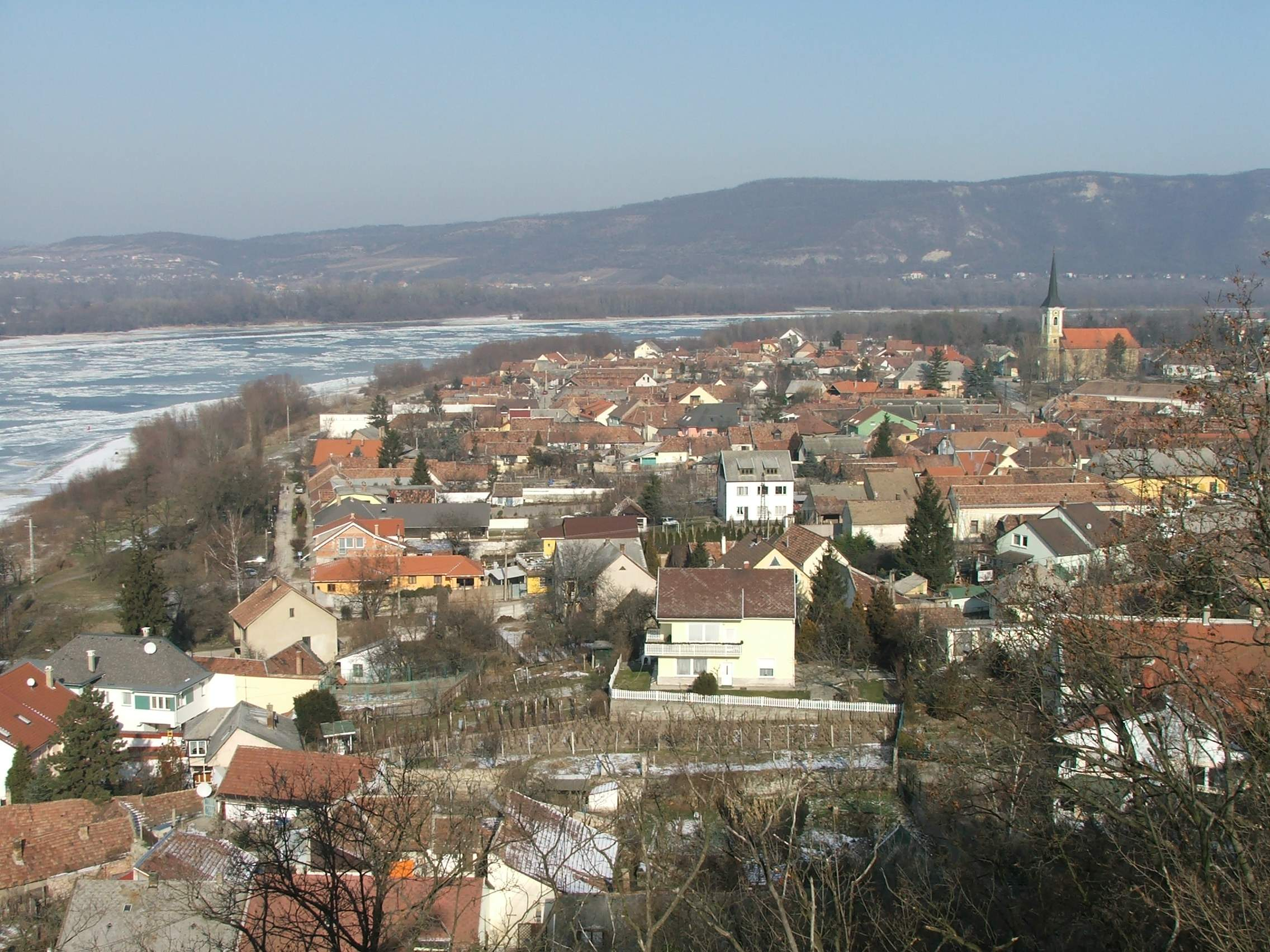
Szentgyörgymező az északi rondelláról nézve. Balra jégzajlás a Dunán
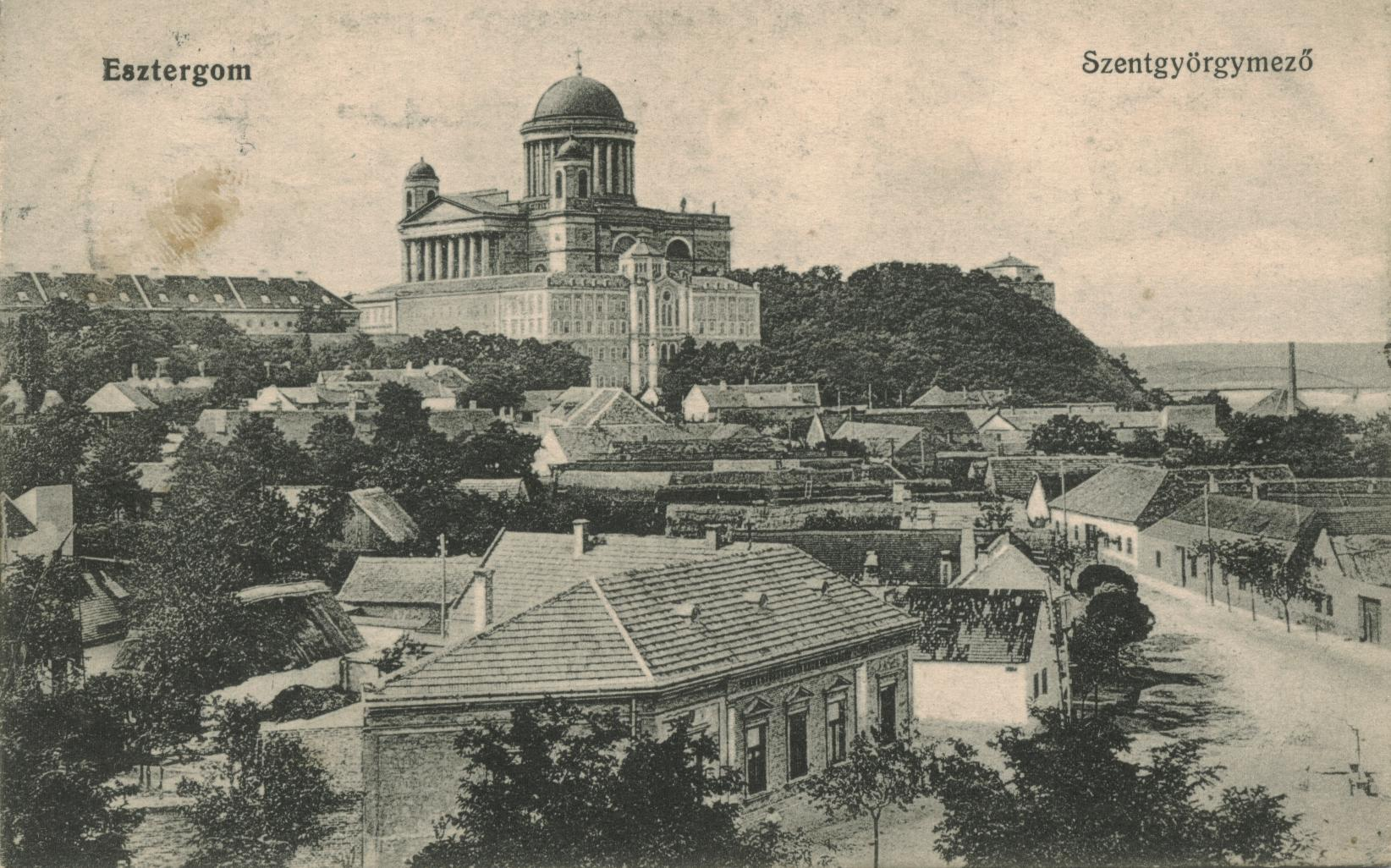
Szentgyörgymező, háttérben az Ószeminárium
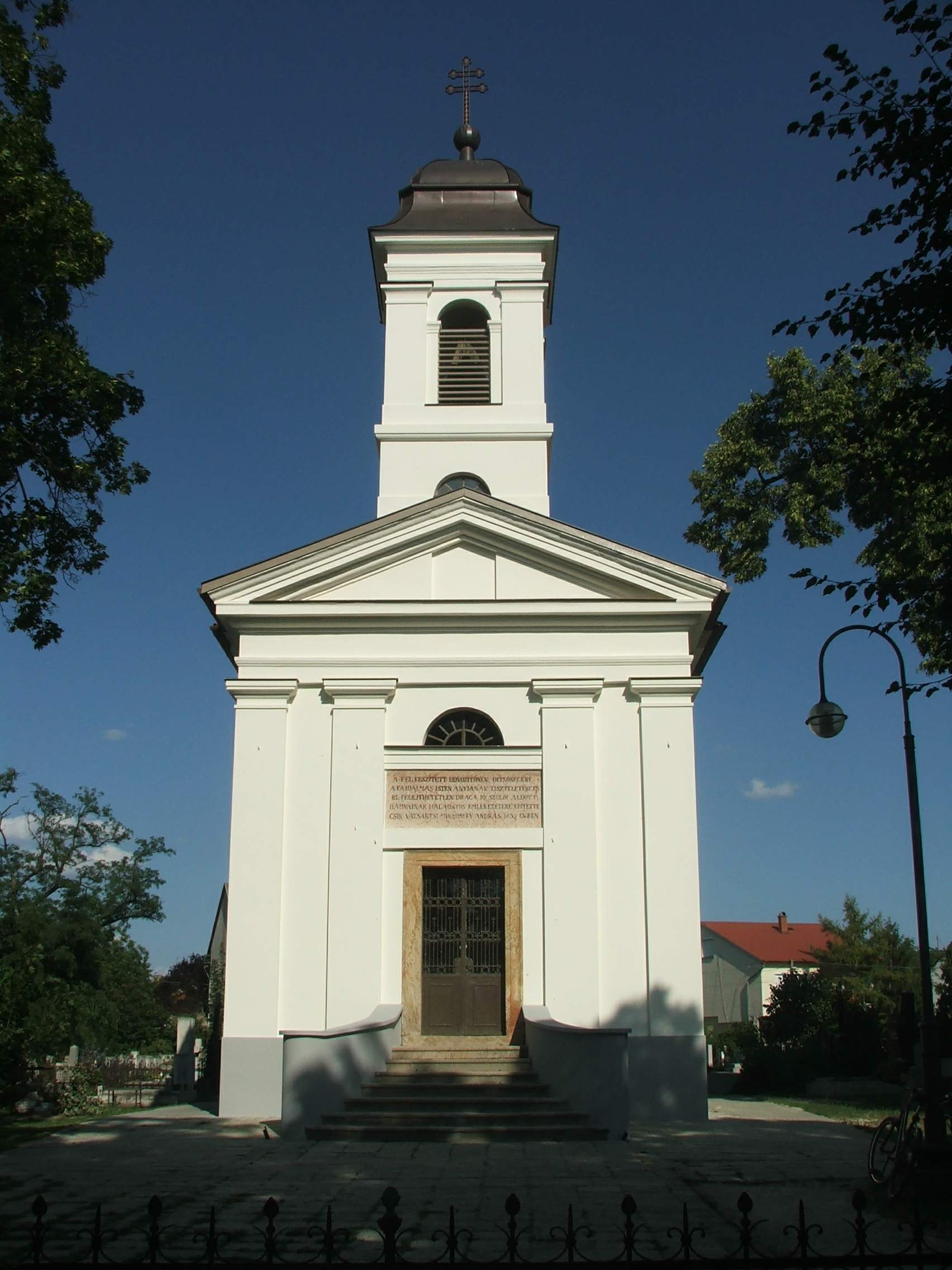
A Miklósffy-kápolna